# Mycetophila subconstricta
Mycetophila subconstricta är en tvåvingeart som beskrevs av Duret 1981. Mycetophila subconstricta ingår i släktet Mycetophila och familjen svampmyggor. Inga underarter finns listade i Catalogue of Life.